# Romania (Schiff)
Die Romania (rumänisch: România) war ein rumänisches Kombischiff mit einer 40-jährigen und ungewöhnlichen Laufbahn unter wechselnden Flaggen, u. a. als russisches, sowjetisches, ukrainisches und deutsches Flugzeugmutterschiff und als deutsches Schnellbootbegleitschiff und Minenschiff. Das Schiff wurde im Mai 1944 im Schwarzen Meer versenkt.

## Bau und technische Daten
Das Schiff (ein Schornstein, zwei Masten mit Ladebäumen) wurde im Auftrag der rumänischen Staatsreederei Serviciul Maritim Român (S.M.R.) 1904/05 auf der Werft der Société Anonyme des Ateliers et Chantiers de la Loire in Saint-Nazaire, Frankreich, gebaut. Es war 108,26 m lang und 12,77 m breit und hatte maximal 5,75 m Tiefgang. Es war mit 3152 BRT vermessen und hatte 1067 tdw Tragfähigkeit. Die Zweifach-Expansions-Dampfmaschine lieferte 7200 PS und ermöglichte eine Geschwindigkeit von 18 Knoten. 69 Passagiere konnten in der Ersten, 41 in der Zweiten, 62 in der Dritten Klasse und 87 an Deck befördert werden. Die Besatzung bestand aus 75 Mann.

## Laufbahn

### Vorkriegszeit
Die Romania lief im Februar 1905 vom Stapel und kam am 1. April 1905 in ihrem Heimathafen Constanța an. Sie wurde dann auf den von der Reederei neu eingerichteten Linien Constanța – Konstantinopel – Mytilini (Lesbos) – Smirna und Constanța – Konstantinopel – Piräus eingesetzt.

### Erster Weltkrieg

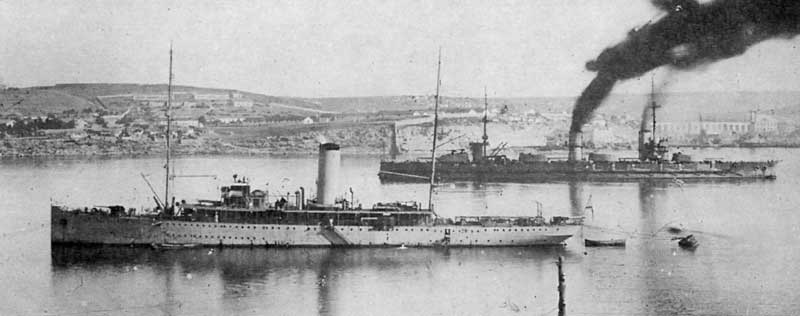
Die Romania als russisches Flugzeugmutterschiff 1917; im Hintergrund ein Schiff der Imperatriza-Marija-Klasse

Der Ausbruch des Ersten Weltkriegs machte den Betrieb der Linien durch Bosporus und Dardanellen unmöglich, und die Romania und die anderen Postschiffe des SMR verbrachten die nächsten zwei Jahre als Auflieger auf der Donau. Als Rumänien dann am 27. August 1916 auf der Seite der Entente in den Krieg eintrat, fand sich eine neue Nutzung für die Schiffe. Am 27. September 1916 pachtete die russische Regierung fünf der größeren rumänischen Kombischiffe, um sie zu Hilfskriegsschiffen umzurüsten und im Schwarzen Meer einzusetzen: die Regele Carol I, die Împăratul Traian, die Dacia, die Principesa Maria und die Romania. Während die Principesa Maria zum Netzleger umfunktioniert wurde, rüstete die russische Marine die Romania zum Hilfskreuzer und Hilfs-Flugzeugmutterschiff und die anderen drei zu Hilfskreuzern um. Die Romania erhielt in Sewastopol ein einfaches Stell- und Arbeitsdeck über dem Achterschiff mit Platz für vier bis sieben Grigorowitsch M-9-Flugboote, spezielle Ladebäume am hinteren Masten zum Wassern und Aufnehmen der Flugboote sowie je einen leistungsfähigen Scheinwerfer am vorderen und am hinteren Mast. Als Bewaffnung erhielt sie vier 15,2-cm-Geschütze und zwei 7,5-cm-Flugabwehrkanonen. Voll ausgerüstet verdrängte sie nunmehr etwa 4500 Tonnen und ihr Tiefgang betrug nun 8,4 m. Am 16. Novemberjul. / 29. November 1916greg. wurde das so umgebaute Schiff, nun mit dem russischen Namen Rumynija (Румыния), in der Schwarzmeerflotte in Dienst gestellt.
In der Folge der Oktoberrevolution übernahmen die Bolschewiki auch die Mehrzahl der Schiffe der Schwarzmeerflotte, und im Februar 1918 erhielten sie neue Namen, die der veränderten politischen Realität Rechnung tragen sollten: aus der Rumynija wurde die Respublika Rumynija (Республика Румыния). Im April 1918 gelangte das in Sewastopol liegende Schiff in den Besitz der kurzzeitig unabhängigen Ukrainischen Volksrepublik, aber schon am 1. Mai 1918 fiel es bei der Einnahme von Sewastopol durch deutsche Truppen in deutsche Hand. Es wurde wieder in Romania umbenannt und unter deutscher Flagge in Dienst gestellt, kam aber nicht mehr zum Einsatz.

### Zwischenkriegszeit
Bei Kriegsende im November 1918 wurde das Schiff in Sewastopol von Großbritannien in Besitz genommen, dann jedoch 1919 an seine ursprünglichen rumänischen Eigner, die Staatsreederei SMR, zurückgegeben. Die militärischen Ein- und Aufbauten wurden entfernt und die Romania nahm ihren Passagier- und Frachtdienst im Schwarzen Meer und Mittelmeer wieder auf.

### Zweiter Weltkrieg
Im Zweiten Weltkrieg wurde das Schiff erneut für militärische Zwecke genutzt. Die deutsche Kriegsmarine übernahm es im März 1942, mit gemischt deutscher und rumänischer Besatzung, zunächst als Verwundetentransportschiff, aber in dieser Funktion fuhr es keine Einsätze. Nachdem dann im Mai 1942 die ersten sechs Schnellboote der 1. Schnellboot-Flottille über Elbe und Donau im Schwarzen Meer eingetroffen waren, wurde die Romania im Oktober 1942 als Hilfs-Schnellbootbegleitschiff, d. h. Wohnschiff der Flottille und Depot für deren Treibstoff und Munition, im inzwischen eroberten Sewastopol stationiert. Ab November 1943 wurde das Schiff dann als Minenschiff ausgerüstet und eingesetzt, ab Januar 1944 der neu gebildeten 10. Sicherungs-Division unterstellt, welche im Juni 1944 bereits wieder aufgelöst wurde. Dazu konnte sie 80 Minen transportieren. Ihre Bewaffnung beschränkte sich auf lediglich vier 20-mm-Flak zur Fliegerabwehr.

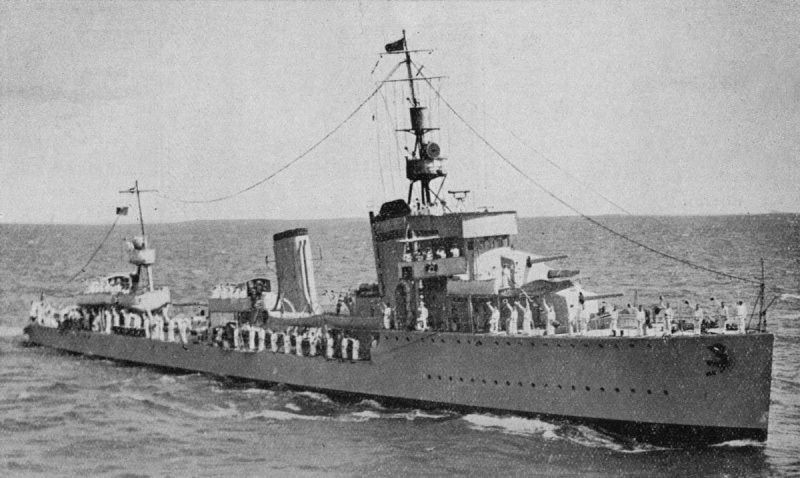
Der rumänische Zerstörer Regele Ferdinand

Als die auf der Halbinsel Krim in und um Sewastopol eingeschlossenen deutschen und rumänischen Truppen im Mai 1944 über See evakuiert werden sollten, wurde auch die Romania dazu herangezogen. Sie war Teil des Geleitzugs „Ovidiu“, der am 9. Mai von Constanța nach Chersones auslief und dort abzuziehende Truppen an Bord nahm. Zum Geleitzug gehörten außerdem die beiden Kriegstransporter KT 26 und KT 38 und die beiden Marinefährprahme F 316 und F 446 sowie als Begleitschutz die beiden U-Boot-Jäger UJ 301 und UJ 305 und der rumänische Zerstörer Regele Ferdinand. Am Morgen des 11. Mai wurde der ablaufende Konvoi von 12 Iljuschin Il-2 Schlachtflugzeugen der sowjetischen Schwarzmeermarineflieger („VVS-ChF“) angegriffen. Die Romania geriet nach Bombentreffer und Munitionsexplosion in Brand und wurde von ihrer Besatzung aufgegeben, aber es gelang, alle an Bord befindlichen Personen abzubergen. (Im Gegensatz hierzu kamen am Tage zuvor beim ebenfalls durch sowjetische Fliegerbomben vor Chersones verursachten Untergang der beiden Transportschiffe Teja und Totila zwischen 8.000 und 10.000 deutsche und rumänische Soldaten ums Leben.) Das schwer beschädigte, westlich von Kap Fiolent treibende Schiff wurde kurz vor Mitternacht von den zwei sowjetischen Motortorpedobooten TK-301 und TK-353 entdeckt. Nach einem Torpedotreffer von TK-301 geriet es erneut in Brand und sank schließlich im Morgengrauen. Das Wrack liegt etwa 5,5 Seemeilen westlich von Kap Fiolent bei ungefähr 44° 30′ N, 33° 21′ O in etwa 96 m Tiefe.